# زهير الشاوش
زهير الشاوش (14 يناير 1989، وجدة) هو لاعب كرة قدم مغربي يلعب كلاعب وسط لنادي حسنية أكادير.

## مسيرته

### مع النادي
انضم زهير الشاوش إلى مركز التدريب في مدينته اتحاد وجدة في شبابه، وظهر لأول مرة في عام 2012 في دوري الدرجة الثانية، وفي 1 يوليو 2016 وقع عقدًا لمدة عامين مع نادي رجاء بني ملال المغربي، وفي 1 يونيو 2018، انضم زهير إلى نادي حسنية أكادير، وفي موسم 2018-2019، لعب 21 مباراة وسجل هدف واحد في الدوري، وأنهى النادي الموسم في المركز الثالث بالدوري خلف الوداد الرياضي والرجاء الرياضي. في 11 أغسطس 2020، أوقفه الاتحاد الملكي المغربي بسبب افتقاره للانضباط خلال مباراة ضد نادي نهضة الزمامرة.

## روابط خارجية
- زهير الشاوش على موقع كووورة